# Marcel Aubert
Pour les articles homonymes, voir Aubert.
Marcel Aubert, né le 9 avril 1884 à Paris et mort le 28 décembre 1962 dans la même ville, est un historien de l'art et conservateur de musée français.

## Biographie
Marcel Aubert est le fils d'un architecte, qui meurt quand il n'a que sept ans. Après des études au lycée Condorcet, il entre à l'École nationale des chartes où il rédige une thèse sur la cathédrale Notre-Dame de Senlis (1907) et gagne l'amitié de son professeur Robert de Lasteyrie.
Il est nommé attaché au département des imprimés de la Bibliothèque nationale en 1909 puis sous-bibliothécaire au Cabinet des Estampes en 1911 : il le demeure jusqu'en 1919 (avec trois années de captivité en Allemagne).
En 1920, il s'oriente vers les musées en entrant au Louvre comme adjoint de Paul Vitry au département des sculptures du Moyen Âge, de la Renaissance et des Temps modernes. Il lui succède en 1940 comme conservateur en chef mais est rapidement nommé (1942) doyen des conservateurs des Musées nationaux, poste qu'il occupe jusqu'à sa retraite en 1955, tout en étant conservateur du musée Rodin (1945), du musée Condé de Chantilly pour l'Institut. Il a été également l'un des conservateurs majeurs du Musée des monuments français.
Parallèlement à cette carrière de conservateur, Marcel Aubert enseigne pendant la majeure partie de sa vie. Il succède à Eugène Lefèvre-Pontalis à la chaire d'archéologie du Moyen Âge de l'École des chartes en 1924, où il enseigne pendant près de trente ans. Il enseigne également à l'École du Louvre (professeur suppléant d'arts industriels (1921-1924) et professeur de sculpture (1940-1949)), aux Beaux-Arts (chaire d'architecture française (1929-1934) et chaire d'archéologie du Moyen Âge à partir de 1937), et à l'université Yale dans les années 1930, en même temps qu'Henri Focillon.
Figure majeure de l'histoire de l'art français, il est le fondateur du RAA, Répertoire d'art et d'archéologie, première bibliographie systématique d'histoire de l'art, recensant articles et ouvrages sur le sujet, qui a existé de 1910 à 1972, et précédant la BHA, Bibliographie d'histoire de l'art, et il est intervenu durant la mise en place du IVe plan de développement économique (1962-1965), pour y inscrire l'Inventaire général des monuments et des richesses artistiques de la France, lancé par André Chastel, et emporter le soutien d'André Malraux.
Il a surtout travaillé sur l'histoire de l'architecture médiévale mais s'est également intéressé à la sculpture. Il est l'un des précurseurs de l'histoire du vitrail. Il prouve que l’évolution architecturale vient certes en partie du goût de l’époque, mais aussi des techniques maîtrisées. Il est considéré comme l’un des précurseurs de l’enseignement d’histoire de l’art en France.
Il est élu à l'Académie des inscriptions et belles-lettres en 1934. Il a également été l'un des responsables de la Société française d'archéologie et de la publication du Bulletin monumental.
Il a été le premier président de la Société des Amis de Notre-Dame de Paris fondée en 1939.
Ses archives sont déposées à l'Institut national d'histoire de l'art et au Musée des monuments français.

## Publications
Seules les monographies et les travaux universitaires sont référencés ici. Pour plus de renseignements, on peut consulter la Bibliographie des travaux scientifiques de M. Marcel Aubert, Paris : Société française d'archéologie, 1948, qui recense toutes ses publications jusqu'en 1948, soit 297 numéros.
- La Cathédrale de Senlis, thèse de l'École des chartes, 1905
- La cathédrale Notre-Dame de Paris : Notice historique et archéologique  (préf. Paul Vitry), Paris, D.-A. Longuet éditeur, 1919, 175 p. (lire en ligne) (nouvelle édition, Firmin-Didot et Cie, Paris, 1945, 192p., compte-rendu par François Deshoulières, Bulletin Monumental, 1945, tome 103, no 1, p. 134-136)
- Notre-Dame de Paris : Sa place dans l'histoire du XIIe au XIVe siècle (thèse de doctorat), Paris, H. Laurens éditeur, 1921, 234 p. (compte-rendu par Jean Vallery-Radot, dans Revue d'histoire de l'Église de France, 1921, 36, p. 267-273 (lire en ligne))
- Monographie de la cathédrale de Senlis, Senlis : Dufresne, 1911
- Senlis, Henri Laurens éditeur (Petites monographies des grands édifices de la France), Paris, 1913 (nouvelle édition, 1922), 144p. (lire en ligne)
- Mennetou-sur-Cher, Blois : éd. du jardin de la France, 1921
- Catalogue des sculptures du Moyen Âge, de la Renaissance et des Temps modernes [du musée du Louvre], Paris : Musées nationaux, 1922 (avec Paul Vitry)
- éd. de L'architecture religieuse en France à l'époque gothique de Robert de Lasteyrie (posth.), Paris : Picard, 1926-1927
- Notre-Dame de Paris. Architecture et sculpture, Paris : Morancé, 1928
- L'Art français à l'époque romane. Architecture et sculpture, Paris : Morancé, 4 vol. , 1929-1948
- La Sculpture française au début de l'époque gothique, Paris : éd. du Pégase, 1929
- Les Richesses d'art de la France. La sculpture en Bourgogne, Paris : Van Oest, 1930
- L'Abbaye des Vaux-de-Cernay, Paris, 1931
- Les Plus anciennes croisées d'ogives, leur rôle dans la construction, Paris, 1934
- « La vierge d'Auzon », Almanach de Brioude, Brioude,‎ 1934
- Le Mont-Saint-Michel. L'abbaye, Grenoble : P. Arthaud, 1937
- Vitraux des cathédrales de France aux XIIe et XIIIe siècles, Paris : Plon, 1937
- L'Église de Conques, Paris : Laurens, 1939
- L'Architecture cistercienne en France, Paris : éd. d'art et d'histoire, 1943 (avec la marquise de Maillé)
- La Sculpture française au Moyen Âge, Flammarion, 1946
- Le Musée du Louvre, photographies de André Vigneau, éditions Tel, 1948
- Rodin, sculpteur, Paris, 1952
- Les Vitraux de Notre-Dame et de la Sainte-Chapelle de Paris, Paris, Caisse nationale des monuments historiques / CNRS avec le concours de l'U.N.E.S.C.O., 1959, 357 p.

## Distinctions
- Commandeur de la Légion d'honneur
- Commandeur de l'ordre des Palmes académiques
- Commandeur de l'ordre des Arts et des Lettres

## Documentation
Ses archives sont déposées à l'Institut national d'histoire de l'art.